# Ŀ

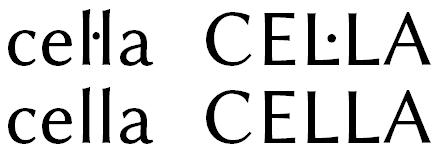
Beispiel eines Wortes mit ŀ

Ŀ (kleingeschrieben ŀ) ist eine Kombination aus einem L, gefolgt von einem Mittelpunkt. Im Katalanischen wird diese Kombination verwendet, um bei zwei aufeinanderfolgenden L die Aussprache als [⁠l⁠] zu markieren, da der Digraph ll einen eigenen Lautwert [ʎ] hat. In katalanischsprachigen Texten wird aber üblicherweise die Darstellung mit L· vorgezogen, also ein L mit nachfolgendem · (Mittelpunkt). Die typografische Empfehlung der Universität Pompeu Fabra sieht hierfür einen optischen Ausgleich des Zeichenabstandes vor.

## Darstellung auf dem Computer
Obwohl diese Kombination keinen eigenen Buchstaben darstellt, ist sie aus Kompatibilitätsgründen zu ISO 6937 in Unicode an den Codepunkten U+013F (Großbuchstabe) und U+0140 (Kleinbuchstabe) kodiert.